# Синфонити
Синфонити (на испански: Sinfonity) e първият предимно концертиращ оркестър за електрически китари, съставен от испански музиканти. Свирят както класическа, така и модерна музика.
За първи път групата е представена пред публика на Международния фестивал за класически театър в Мерида през 2011 година на откриването му в Римския амфитеатър. Музикален директор и създател на „Синфонити“ е мултиинструменталиста Пабло Салинас, който освен композитор е китарист, пианист, органист, аранжор и продуцент в дейността на бенда.
Ансамбълът представя поредица от концерти в Мадрид и след това предприема продължително турне в Малага, Барселона, Мурсия, Билбао и Куба. „Синфонити“ отбелязват и концерти на международния фестивал в Сеговия, фестивала на китарата в Кордоба, а след това във Финландия.
„Синфонити“ взимат участие с концерт на Международния китарен фестивал в Упсала през 2019 г. Музиката им съчетава рока и хевиметъла на електрическите китари с класическата музика. Получава се представление, в което светлина и звук, съчетани със сценографията и актьорската изява, заедно създават едно великолепно изпълнение.

## Състав на Синфонити
Диригент на оркестъра е Пабло Салинас.
Оркестранти са Хуанхо Мелеро, Оливър Мартин, Гийермо Ереро, Густаво Мартин, Салвадор Лопес, Мигел Лосада, Мане Ларегла, Свен Мартин, Хосе Ескарда, Горка Капел, Луис Морате, Хосе Бласкес, Херонимо Санчес, Хавиер Гуарино, Мариано Гарсия, Диего Лосада, Хосе Луис Лосада и Уго Вестердал.

## Репертоар на оркестъра

### Класическа музика
- Морис Равел. Болеро (1928).[1]
- Антонио Вивалди. Le quattro stagioni. (1723 г.).[1]
  - Концерт № 1 ми мажор, оп. 8, La primavera (пролет) – Алегро.[1]
  - Концерт № 2 в сол минор, оп. 8, L'estate (лято) – Бурята. Престо е форте.[1]
  - Концерт № 4 фа минор, оп. 8, L'inverno (зима) – Алегро нон молто.[1]
- Пиетро Маскани. Кавалерия рустикана. Интермецо синфинико (1890).[1]
- Джоакино Росини. Гийом Тел. Увертюра (1829) и Севилският бръснар (1815).[1]
- Йохан Щраус. Tritsch-Tratsch-Polka оп. 214 (1858).[1]
- Арам Хачатурян. Танц на сабя. Гаяне (1942).[1]
- Сергей Прокофиев. Танцът на рицарите, балет Ромео и Жулиета (1938).[1]
- Йохан Себастиан Бах. Токата и фуга в Dm. (1703 – 1707).[1]
- Мануел де Фала. El amor brujo. Danza ritual del fuego (1925).[1]
- Исак Албенис. Астурия.[1]
- Херонимо Хименес. La boda de Luis Alonso. Интермедио (1897).[1]
- Фредерик Шопен. Fantaisie Impromptu (1835), Валс оп. 64, nº 2 (1847), Ноктюрно, оп.9 (1830).[1]

### Рок музика
- The Big Band Era: Caravan[1]
- Rock Classics: Led Zeppelin, Queen, и други.[1]
- Henry Mancini. Peter Gunn Theme.[1]
- Paco de Lucía Tribute.
- Bulerías de Pablo Salinas.[1]